# حصار الجهراء
حصار الجهراء في 31 مارس.نجح ابن رشيد باحتلال الجهراء وحصارها وهاجم كردي ابن طواله الشمري ابار الكويت واحتل منطقة حدودية، ونجح ابن الطواله مع٢٠٠ هجان باحتلال بعض المناطق الكويتية وحصارها ، واستسلمت قوات جابر الصباح قرب الرخيمة، وتم أسر٢٠٠ كويتي وفرار بعض قوات الكويت، لكن بعد الأنتصار انسحاب قوات آل رشيد من الجهراء بعد 3-2 اسابيع من السيطره.